# 쇼케이왕
쇼케이왕(일본어: 尚敬王 상경왕[*]; 1700년 8월 3일 ~ 1751년 2월 24일)은 류큐왕국 제2쇼씨 왕조의 제13대 류큐 국왕(재위: 1713년 ~ 1751년)이자 제19대 류큐 국왕이다. 쇼에키왕의 아들이다.

## 가족
- 아버지: 쇼에키왕(尚益王)
- 어머니: 키코에오오기미카나시 모씨 콘코(聞得大君加那志 毛氏坤宏, 아명은 오모마쯔루가네 思真鶴金)
- 왕비: 키코에오오기미카나시 바씨 진시쯔(聞得大君加那志 馬氏仁室, 아명은 오모카메타루가네 思亀樽金)
- 자녀:
  - 장녀: 키코에오오기미카나시 쇼씨 칸시쯔(聞得大君加那志 尚氏寛室, 아명은 마쯔루가네 真鶴金)
  - 차녀: 키코에오오기미카나시 쇼씨 준세이(聞得大君加那志 尚氏順成, 아명은 오모토가네 思戸金)
  - 삼녀: 아다니야옹주 쇼씨 쟈쿠쇼(安谷屋翁主 尚氏寂照, 아명은 마카토타루가네 真嘉戸樽金)
  - 장남: 쇼보쿠왕
  - 차남: 쇼와(尚和, 일본 이름: 윤탄자왕자 쵸켄 読谷山王子朝憲)

## 같이 보기
- 도쿠가와 요시무네

| 전임자 쇼에키왕 | 제19대 류큐왕국 국왕 1713년 ~ 1751년 | 후임자 쇼보쿠왕 |